# Demon Hunter
Demon Hunter is een Amerikaanse christelijke metalcore formatie uit Seattle. De band werd opgericht door de broers Ryan en Don Clark. 
Binnen de christelijke metalcorescene is Demon Hunter inmiddels een begrip geworden met hun muziek, veel beginnende bandjes starten in de stijl van Demon Hunter en As I Lay Dying. De bandleden zijn voornamelijk grafische vormgevers en besteden al hun vrije tijd aan toeren en nummers schrijven. Verder hebben de bandleden, die elkaar naar eigen zeggen goed aanvullen, een hechte band en kunnen zij in een avond een complete tekst schrijven.
Het logo van de band is een schedel van een dode demon met een kogelgat in de kop. Demon Hunter heeft een eigen fanclub, die "The Blessed Resistance" heet. 

## Bandleden
- Don Clark - gitaar
- Ryan Clark -  zanger
- Jon Dunn - basgitarist
- Timothy Watts - drummer
- Patrick Judge - gitarist

### Voormalige bandleden
- Jesse Sprinkle - drummer
- Kris McCaddon - gitarist
- Ethan Luck - gitarist

## Discografie

### Albums
- Demon Hunter, 2002 (Solid State)
- Summer of Darkness, 2004 (Solid State)
- The Triptych, 2005 (Solid State)
- The Triptych (Deluxe Edition), 31 oktober 2006 (Solid State)
- Waging the third war: The making of the Triptych (dvd), 2006 (Solid State)
- Storm the gates of hell, 2007 (Solid State)
- The world is a thorn, 2010 (Solid State)
- True Defiance, 2012 (Solid state)
- Extremist, 2014 (Solid state)
- Outlive, 2017 (Solid state)
- Peace, 2019 (Solid state)
- War, 2019 (Solid state)
- Songs of Death and Resurrection, 2021 (Solid state)

### Singles
- Infected, from Demon Hunter 2002 (Solid State)
- Not Ready to Die from Summer of Darkness 2004 (Solid State)
- My Heartstrings Come Undone from Summer of Darkness 2004 (Solid State)
- Undying from The Triptych, 2005 (Solid State)
- One Thousand Apologies from The Triptych, 2006 (Solid State)
- Not I from The Triptych, 2006 (Solid State)